# Stemmatoiulus bellus
Stemmatoiulus bellus är en mångfotingart som beskrevs av Cook 1895. Stemmatoiulus bellus ingår i släktet Stemmatoiulus och familjen Stemmiulidae. Inga underarter finns listade i Catalogue of Life.